# محمد إسلام خان
محمد إسلام خان (بالإنجليزية: Mohammad Islam Khan)‏ هو عالم كيمياء حيوية هندي، ولد في 24 ديسمبر 1957، وتوفي في 2010 في بونه في الهند.